# Missila
Missila (ou Missilia) est une localité du Cameroun située dans la commune de Moutourwa, le département du Mayo-Kani et la Région de l'Extrême-Nord, au pied des monts Mandara, à proximité de la frontière avec le Tchad.

## Population
Missila comptait 945 habitants, dont 469 hommes et 476 femmes, lors du dernier recensement de 2005.

## Climat
Climat : tropical. Type selon Classification de Köppen : Aw. Température annuelle moyenne : 27,5 °C. Précipitations annuelles moyennes : 855 mm.